# FK Sevojno
Maillots
Le Fudbalski Klub Sevojno (en serbe : Фудбалски Клуб Севојно), plus couramment abrégé en FK Sevojno, est un club serbe de football fondé en 1950 et basé dans la ville de Sevojno.
Il disparaît à la suite de sa fusion avec le FK Sloboda Užice le 1er juillet 2010, puis est recréé indépendamment la même année sous son nom d'origine.

## Historique
- 1er juillet 2010 : fusion avec le FK Sloboda Užice
- 2010 : refondation.

## Bilan sportif

### Palmarès
| Compétitions nationales                                                                            |
| -------------------------------------------------------------------------------------------------- |
| - Coupe de Serbie : - Finaliste : 2008-09. - Championnat de Serbie D2 : - Vice-champion : 2009-10. |

### Bilan européen
Note : dans les résultats ci-dessous, le score du club est toujours donné en premier.
| Saison    | Compétition  | Tour             | Club       | Domicile | Extérieur | Total  |
| --------- | ------------ | ---------------- | ---------- | -------- | --------- | ------ |
| 2009-2010 | Ligue Europa | Deuxième tour Q  | FBK Kaunas | 0 - 0    | 1 - 1     | 1E - 1 |
| 2009-2010 | Ligue Europa | Troisième tour Q | Lille OSC  | 0 - 2    | 0 - 2     | 0 - 4  |

Légende
- Victoire ou qualification pour le tour suivant
- Match nul
- Défaite ou élimination de la compétition

## Personnalités du club

### Présidents du club
- Aleksandar Caldović

### Entraîneurs du club
- Ljubiša Stamenković

## Identité visuelle

Ancien logo